# 鈴木研
鈴木研（すずき けん、1992年2月2日 - ）は、日本の俳優。岩手県出身。エコーズ所属。

## 人物
劇団「第27班」の劇団員として現在も活動中。
ファッションブランド「ScoLar(スカラー)」ScoLar Parityのモデルも担当していた。

## 出演

### 舞台
劇団第27班の旗揚げ公演以降すべての作品に出演
脚本・演出　深谷晃成

〈主な外部出演作品〉
- 東京ジャンクZ ｢蒼いラフレシアの鼓動｣
- 可愛いコンビニ店員飯田さん ｢僕を見つけて/生きている｣
- ろりえ ｢桃テント｣ 脚本・演出：奥山雄太
- キ上の空論「青の凶器、青の暴力、手と手。この先、」脚本・演出：中島庸介
- キ上の空論「幸福の黄色い10日後」 脚本・演出：中島庸介
- 20歳の国「花園BLUE」 脚本・演出：竜史
- リジッター企画「もしも、シ～とある日の反射～」脚本・演出:中島庸介
- リジッター企画｢2016年版 あるオト、あるヒカリ、あるカラダ、あるミライ、そのタもろもろ、の、あるケシキ｣脚本・演出:中島庸介

- アナログスイッチ ｢囚われたもの達と1人の少女｣脚本・演出:佐藤慎哉
- リジッター企画「クルりクルりと、光の方へ」脚本・演出 中島庸介
- エビス駅前バープロデュース公演｢ことぶきの唄｣脚本・演出 米山和仁
- シアターキューブリック「サンタクロース・ドットコム！」 脚本・演出 緑川憲仁
- ろりえの復讐（2024年4月18日 - 24日、新宿シアタートップス）[3]
- バック・トゥ・ザ・うんちゃん〜ドライバーの消える日〜（2024年10月2日 - 6日〈予定〉、ザ・ポケット）脚本・演出：奥山雄太[4]

### 映画
- 「東京ノワール」（監督　ヤマシタマサ）

### CM
- マルト水谷　速達生TV-CF

### MV
- かさまね「この曲にタイトルはいらない」（2021年）